# Roberto Atencia
Roberto Atencia (San Cristóbal, 1917 - Formosa, 11 de mayo de 1978) fue un político argentino.
Radicado desde muy joven en Formosa, desempeñó varias actividades comerciales, a la vez que se volcó de lleno en la política, desde joven, militando en los cuadros de la UCR, ya en la época de Territorio Nacional (1937 - 1938). Como candidato de la UCRP (Unión Cívica Radical Personalista) fue elegido en 1957 Convencional Constituyente Provincial, habiendo suscrito con Osvaldo Marcial Rojas el proyecto de Constitución presentado en nombre del bloque de convencionales que integraron.
Ya retirado de la actividad política, la muerte lo sorprende el 11 de mayo de 1978, en el ejercicio del comercio en calidad de socio de una antigua casa comercial del ramo ferretería en la ciudad capital de Formosa.